# Cinygmula tarda
Cinygmula tarda är en dagsländeart som först beskrevs av Mcdunnough 1929.  Cinygmula tarda ingår i släktet Cinygmula och familjen forsdagsländor. Inga underarter finns listade i Catalogue of Life.